# 2019年南達沃地震
2019年南達沃地震發生於2019年12月15日 PST 14:11，震中位於菲律賓南达沃棉兰老岛，地震震級為6.8 MW級。在麥加利地震烈度表上，地震烈度为IX。此次地震至少有7人丧生，另有37人受伤。